# Matías Nahuel Leiva
Matías Nahuel Leiva Esquivel (Rosario, 1997. április 5.) argentin születésű spanyol labdarúgó, a Tenerife játékosa.

## Statisztika
2017. január 4. szerint
| Klub             | Szezon           | Bajnokság | Bajnokság | Kupa  | Kupa  | Nemzetközi | Nemzetközi | Összesen | Összesen |
| Klub             | Szezon           | Meccs     | Gólok     | Meccs | Gólok | Meccs      | Gólok      | Meccs    | Gólok    |
| ---------------- | ---------------- | --------- | --------- | ----- | ----- | ---------- | ---------- | -------- | -------- |
| Villarreal B     | 2013–14          | 27        | 5         | 0     | 0     | -          | -          | 27       | 5        |
| Villarreal B     | 2014–15          | 31        | 6         | 0     | 0     | -          | -          | 31       | 6        |
| Összesen         | Összesen         | 58        | 11        | 0     | 0     | 0          | 0          | 58       | 11       |
| Villarreal       | 2013–14          | 4         | 0         | 0     | 0     | -          | -          | 4        | 0        |
| Villarreal       | 2014–15          | 0         | 0         | 3     | 1     | 1          | 1          | 4        | 2        |
| Villarreal       | 2015–16          | 20        | 0         | 4     | 1     | 6          | 0          | 30       | 1        |
| Összesen         | Összesen         | 24        | 0         | 7     | 2     | 7          | 1          | 38       | 3        |
| Betis            | 2016–17          | 10        | 0         | 0     | 0     | -          | -          | 10       | 0        |
| Karrier összesen | Karrier összesen | 92        | 11        | 7     | 2     | 7          | 1          | 113      | 13       |

## Sikerei, díjai

### Válogatott
- Spanyolország U19
  - U19-es labdarúgó-Európa-bajnokság: 2015

## Külső hivatkozások
- Villarreal profil
- Matías Nahuel Leiva adatlapja a Soccerway oldalon (angolul)
- Transfermarkt profil